# 清河桥站
清河桥站是一个大郑线上的铁路车站，位于内蒙古自治区通辽市科尔沁区大林镇，建于1922年，原为四等站，邮政编码为028017。大郑线复线施工时车站已撤销，站台及侧线拆除。
1. ↑  铁道部电子计算技术中心, 铁道部运输局. . 北京: 中国铁道出版社. 1998: 129. ISBN 9787113030995.